# Piptadenia killipii
Piptadenia killipii är en ärtväxtart som beskrevs av James Francis Macbride. Piptadenia killipii ingår i släktet Piptadenia och familjen ärtväxter.

## Underarter
Arten delas in i följande underarter:
- P. k. cacaophila
- P. k. killipii